# 3-я Фрунзенская улица
3-я Фру́нзенская у́лица — улица бульварного типа в центре Москвы в Хамовниках между Фрунзенской набережной и улицей Доватора.

## Происхождение названия
Первоначальное название — 3-я Хамовническая улица по расположению в районе Хамовники. Современное название присвоено в 1956 году по Фрунзенской набережной, к которой она примыкает.

## Описание
3-я Фрунзенская улица начинается от Фрунзенской набережной, проходит на северо-запад параллельно 2-й Фрунзенской улице, с которой соединяется проездами, пересекает Комсомольский проспект, улицу Ефремова и заканчивается на улице Доватора.

## Примечательные здания и сооружения
По нечётной стороне:
- № 1 — Жилой дом. Здесь жил советский поэт-песенник Евгений Долматовский (мемориальная доска);
- № 3 — детский сад № 1359;
- № 5 — ДЮСШ № 29 «Хамовники» (акробатический рок-н-ролл); Московское гор. физкультурно-спортивное объединение (МГФСО); Московская федерация баскетбола; Московская федерация плавания. Ранее здесь находилась 49-я средняя школа ФОНО (Фрунзенский отдел народного образования);
- № 7 — Жилой дом. Здесь жили шахматист М. М. Ботвинник[1], дипломат О. А. Трояновский[2].
- № 9, строение 1 — жилой дом, детский сад № 1108;
- № 9/41 — Центральная городская детская библиотека им. А. П. Гайдара, передвижной фонд;

По чётной стороне:
- № 6 — детская поликлиника № 35 ЦАО; детская стоматологическая поликлиника № 30 ЦАО; Трансгидромеханизация;
- № 10 — жилой дом. Здесь жили основоположник космической биологии и медицины В. И. Яздовский[3], лётчик, дважды Герой Советского Союза П. А. Таран[4]. На первом этаже — детский сад № 1548;
- № 14/37 — Жилой дом. Здесь жил актёр Евгений Леонов (мемориальная доска)[5]. В здании размещается детский сад № 2172.